# Северин Юзеф Жевуський
Северин Юзеф Жевуський гербу Кривда (пол. Seweryn Józef Rzewuski; пом. 1 січня 1754) — шляхтич, польський державний і військовий діяч з роду Жевуських.

## Життєпис

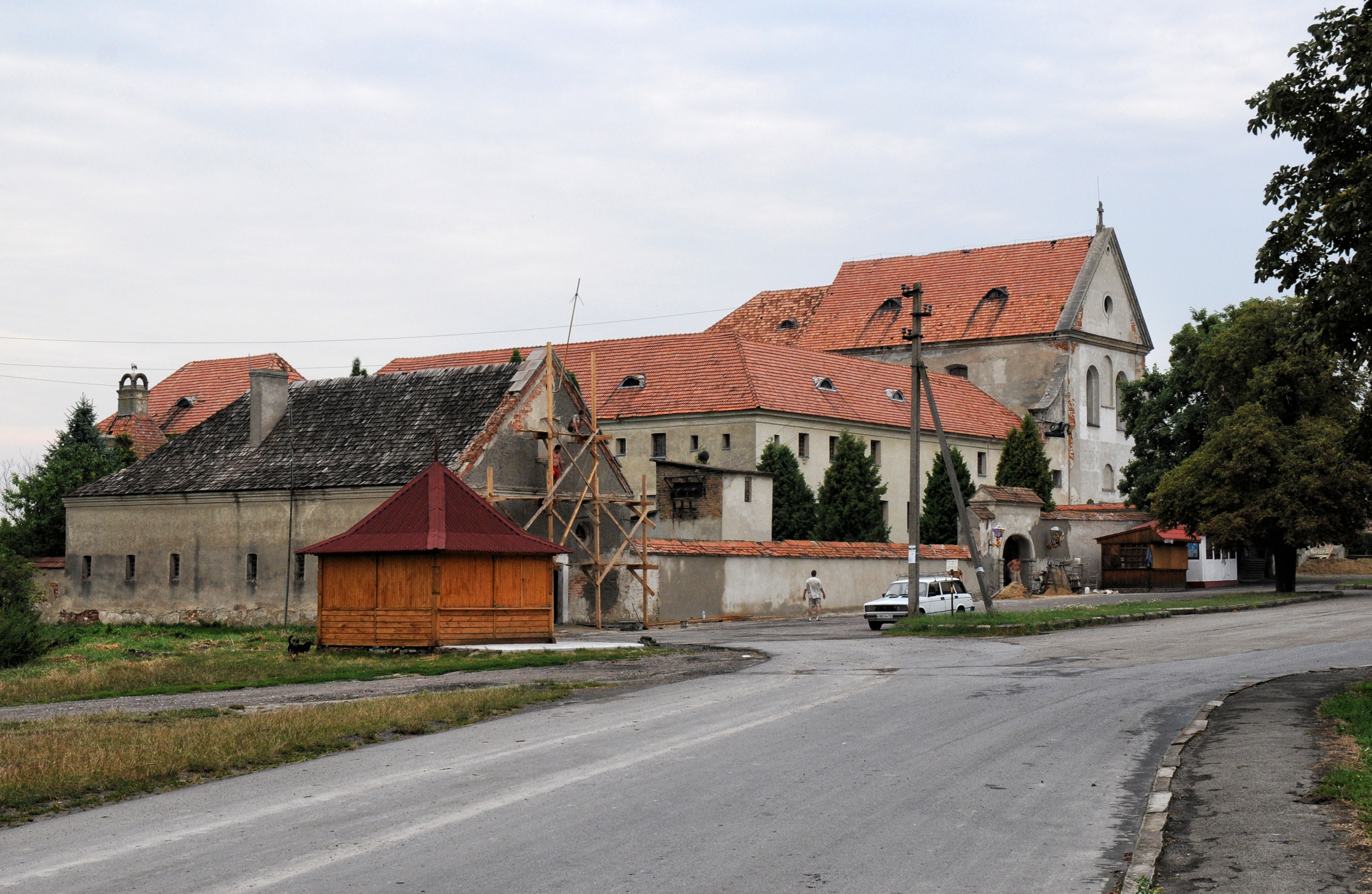
Костел та монастир капуцинів, Олесько

Ротмістр панцерний 1717 р., підчаший коронний 1726 р., референдар великий коронний 1738 р., волинський воєвода (1750-54 р.), староста холмський, любомийський. Кавалер ордену Білого Орла.
Разом з дружиною сприяв появі в Олеську капуцинів 1733 року, для них 1739 року записав фундуш. Також був фундатором спорудження костелу святого Йосифа в місті, у крипті якого був «незвично пишно» похований 21 квітня 1754. Після закриття монастиря тіла його засновника та вдови були перепоховані в каплиці Розп'яття Ісуса Христа латинського парафіяльного костелу св. Трійці Олеська.
Портрет С. Ю. Жевуського, який виконав Антоній Грушецький у 1752—1755 роках, спочатку перебував у монастирі капуцинів Олеська, 1993-го — у кляшторі капуцинів Кракова.

## Родина
Батько Станіслав Матеуш Жевуський, мати — друга дружина батька, чернігівська підчашанка Людвіка Елєонора Куніцька.
Був одружений двічі. У 1726 р. Барбара Шембek (2°-v. гетьман великий коронний Ян Клеменс Браніцкі; 3°-v. Вольдемар граф Льовендаль — маршалок французький), 1731 року вдруге одружився з Антоніною Потоцькою (молодшою сестрою Францішка Салезія). Дорослих дітей у шлюбах не мав.